# Serpiente cola negra (criatura fantástica maya)
La Serpiente Cola Negra es una criatura maya; no se incluye dentro del rubro mitológico debido a que carece de carácter divino. Las creencias populares la describen con una longitud de dos a cuatro metros, piel con diversos tonos de gris y cola bífida. Un elemento que la distingue de otros ofidios es el hecho de que se alimenta de leche humana. La Ekuneil -como también se le conoce- cuando detecta a alguna mujer que está amamantando, de inmediato, se dirige a su casa. Para evitar que la detengan, va soltando un veneno de alta toxicidad -que causa muerte inmediata- conforme se desplaza hacia el lugar. Una vez dentro del hogar, se acerca a la madre, le introduce cada una de las puntas de su cola en una fosa nasal y se dedica a succionar la leche de sus senos, sin causarle daño alguno. Cuando se encuentra satisfecha simplemente se retira a la espesura.
Otra serpiente que posee hábitos alimenticios similares es la Chayilcán.